# Bruce Dickinson
Paul Bruce Dickinson (Worksop, Nottinghamshire, Engleska, 7. kolovoza 1958.) britanski je pjevač, kantautor, glazbenik, zrakoplovni pilot, poduzetnik, pisac i radijski komentator. Glavni je pjevač heavy metal sastava Iron Maiden te je čuven po svojem opsežnom opernom vokalnom stilu i energičnim nastupima.
Rođen u Worksopu, Nottinghamshireu, Dickinson je započeo svoju glazbenu karijeru 1970-ih kao pjevač u malim kavanskim sastavima dok je pohađao školu u Sheffieldu i studirao na londonskom sveučilištu. Godine 1979. pridružio se heavy metal grupi Samson s kojom je postao djelomično poznat pod pseudonimom "Bruce Bruce" te je pjevao na dva njezina studijska albuma. Napustio je Samson 1981. godine kako bi se pridružio Iron Maidenu, zamjenjujući Paula Di'Anna, te se prvi put pojavio na albumu The Number of the Beast 1982. godine. U vrijeme njegove prve suradnje sa sastavom Iron Maiden je objavio nekolicinu albuma koji su tijekom 1980-ih postigli platinastu i zlatnu nakladu u SAD-u i Ujedinjenom Kraljevstvu.
Dickinson je napustio Iron Maiden 1993. godine (zamijenio ga je Blaze Bayley) kako bi se usredotočio na svoju samostalnu karijeru, tijekom koje je eksperimentirao s raznim heavy metal i rock stilovima. Ponovno se pridružio grupi 1999. godine s gitaristom Adrianom Smithom te je sa skupinom otada objavio ukupno pet studijskih albuma. Od njegovog povratka Iron Maidenu objavio je još jedan samostalan album, Tyranny of Souls, 2005. godine. Njegov mlađi bratić, Rob Dickinson, bivši je pjevač britanskog alternativnog rock sastava Catherine Wheel, dok je njegov sin, Austin, bio pjevač u metalcore grupi Rise to Remain.
Osim po glazbenoj karijeri Dickinson je poznat po raznim drugim aktivnostima. Među najpopularnijima je njegova karijera komercijalnog zrakoplovnog pilota za tvrtku Astraeus Airlines te je dan danas tijekom svjetskih turneja kapetan u Ed Force Oneu, preuređenom unajmljenom avionu Iron Maidena. Nakon što je Astraeus prestao postojati, godine 2012. osnovao je Cardiff Aviation, vlastitu tvrtku za održavanje letjelica i treniranje pilota. Dickinson je od 2002. do 2010. imao vlastitu radijsku emisiju na radiostanici BBC Radio 6 Music, bio je voditelj u televizijskim dokumentarnim filmovima, napisao je nekoliko knjiga i filmskih scenarija, stvorio uspješno pivo s Robinsons Breweryjem i natjecao se u mačevanju na međunarodnoj razini.

## Rani život
Paul Bruce Dickinson rodio se u Worksopu, Nottinghamshireu. Njegova majka, Sonia, radila je na nepuno radno vrijeme u prodavaonici cipela, a njegov je otac, Bruce, bio vojni mehaničar. Dickinsonovo rođenje mladi je par, koji su u to vrijeme bili tek tinejdžeri, natjeralo u brak. U početku su ga odgajali njegov djed i baka; njegov je djed radio u obližnjem rudniku ugljena, a njegova je baka bila kućanica. O tome je Dickinson govorio u pjesmi "Born in '58" s albuma Tattooed Millionaire.
Dickinson je krenuo u školu Manton Primary u Worksopu, a njegovi su se roditelji preselili u Sheffield. Ubrzo, kad mu je bilo šest godina, također je bio otpremljen u Sheffield, u kojem je pohađao osnovnu školu u Manor Topu. Poslije šest mjeseci njegovi su ga roditelji odlučili premjestiti u malu privatnu školu pod imenom Sharrow Vale Junior. Zbog stalnog je seljenja Dickinson izjavio da ga je taj dio njegova života naučio tome da se oslanja na samoga sebe jer nije bio u mogućnosti sklopiti čvrsta prijateljstva. Dickinson ima mlađu sestru, Helenu Stormanns, koja je bila rođena 1963. i bavi se profesionalnim preponskim jahanjem. Pokušao se otuđiti od nje što je više mogao dok je bio mlad, uglavnom iz inata jer je ona, za razliku od njega, bila plod planirane trudnoće.
Dickinsonovo je prvo glazbeno iskustvo bilo plesanje u dnevnom boravku njegovog djeda i bake uz skladbu "The Twist" Chubbyja Checkera dok je još živio s njima u Worksopu. Prvi album koji je Dickinson imao bio je singl "She Loves You" The Beatlesa, a dobio ga je tako što je zamolio djeda da mu ga kupi te ga je zainteresirao za glazbu. Pokušao je svirati očevu akustičnu gitaru, ali mu je napravila žuljeve na prstima.
Kad se preselio u Sheffield, Dickinsonovi su roditelji već dobro zarađivali tako što su kupovali posjede, obnavljali ih i onda ih prodavali za dobit. Zbog toga je Dickinson većinu djetinjstva proveo živeći na gradilištu dok njegovi roditelji nisu kupili pansion i garažu u kojoj je njegov otac počeo prodavati automobile iz druge ruke. Zarada koju su stekli svojim uspješnim biznisom omogućila im je da Dickinsona—tada trinaestogodišnjaka—pošalju u internat te su tako odabrali Oundle, javnu školu u Northamptonshireu. Dickinsonu nije smetao odlazak od kuće zato što nije bio "privržen" svojim roditeljima, uglavnom jer su ga njegovi djed i baka odgojili u Worksopu dok mu nije bilo šest godina.
U Oundleu su Dickinsona zadirkivali i zlostavljali stariji dečki kuće Sidney, školske kuće kojoj je pripadao, te je to iskustvo opisao "sustavnim mučenjem" i mislio da je postao autsajder. Njegovi interesi u Oundleu često su bili vezani uz vojsku; s Mikeom Jordanom bio je jedan od osnivača školskog društva za ratne igre te je bio na jednom od snažnijih položaja među školskim kadetima, zbog čega je smio rukovati bojnim topovima pomoću kojih je stvarao eksplozivne zamke.
U Oundleu je Dickinsona prvi put privukao hard rock nakon što je čuo kako skladba "Child in Time" Deep Purplea svira u sobi drugog studenta. Zbog toga je prvi album koji je ikad kupio bio Deep Purpleov In Rock, zbog kojeg se počeo zanimati za rock glazbu. Nakon In Rocka kupio je prvijenac Black Sabbatha, Aqualung Jethro Tulla i Tarkus skupine Emerson, Lake & Palmer. Svako bi polugodište sastav svirao u školi, a prvi koji je Dickinson otišao slušati zvao se Wild Turkey, u kojem je svirao bivši basist Jethro Tulla, Glenn Cornick. Nakon toga otišao je na koncerte Van der Graaf Generatora i Arthura Browna.
Dickinson je u početku želio svirati bubnjeve te je kasnije dobio par bongo bubnjeva iz glazbene sobe kako bi mogao vježbati. Sjeća se sviranja "Let It Be" sa svojim prijateljem Mikeom Jordanom, tijekom čega je Dickinson otkrio svoj pjevački glas dok je ohrabrivao Jordana da pjeva visoke note. Ubrzo nakon toga Dickinson je bio izbačen iz Oundlea zbog sudjelovanja u psini u kojoj se pomokrio u ravnateljevu večeru.
Kad se 1976. vratio kući u Sheffield Dickinson se upisao u školu King Edward VII School, u kojoj se pridružio svojoj prvoj grupi. Prečuo je dva druga učenika kako pričaju o svojem sastavu i da im je potreban pjevač, pa se odmah prijavio. Probe su održavali u garaži bubnjareva oca te je skupina, impresionirana njegovim pjevanjem, potaknula Dickinsona da kupi svoj prvi mikrofon. Njezin se prvi nastup održao u Broadfield Tavernu u Sheffieldu. Izvornog imena "Paradox" grupa je po Dickinsonovom prijedlogu promijenila ime u "Styx", ne znajući za američki istoimeni sastav. Našla se u naslovnicama lokalnih novina kad je njezin nastup probudio radnika čeličane koji je pokušao slomiti njezin bubnjarski set. Ubrzo nakon toga grupa se raspala.

## Sveučilište
Nakon što je maturirao engleski, povijest i ekonomiju, Dickinson je priznao: "Nisam zapravo znao što sam želio raditi." Prvo se pridružio teritorijalnoj vojsci na šest mjeseci. Iako je uživao u vojsci, Dickinson je shvatio da ga takva karijera ne privlači te se prijavio za mjesto profesora povijesti na sveučilištu Queen Mary College u Londonu. Njegovi su roditelji željeli da ostane u vojsci, ali im je rekao da želi prvo diplomirati, što je bila njegova lažna priča te je odmah počeo nastupati sa sastavima.
Na sveučilištu se Dickinson priključio odboru za zabavu: "jedan biste dan bili roadie za The Jam, a drugi biste stavljali kulisu sa Stonehengeom za Hawkwind ili štogod." Dickinson je 1977. upoznao Paula "Noddyja" Whitea, multiinstrumentalista koji je posjedovao razglas i ostalu opremu te je s njim i bubnjarom Steveom Jonesom osnovao skupinu Speed. Prema Dickinsonovim se riječima sastav zvao Speed zbog načina na koji je svirao, a ne zbog aludiranja na konzumiranje droge. U Speedu je Dickinson počeo skladati vlastiti materijal nakon što mu je White pokazao kako se sviraju tri akorda na gitari.
Iako je Speed održala nekoliko nastupa u kavani Green Man pub u Plumsteadu, grupa nije dugo postojala, ali je potaknula Dickinsona da nastavi svoj glazbeni rad. Dickinson je primijetio oglas u časopisu Melody Maker s naslovom "Potreban pjevač za snimateljski projekt" i brzo odgovorio. Snimio je demouradak i poslao ga s bilješkom na kojoj je pisalo: "Kad smo već kod toga, ako vam se ne svidi pjevanje, na drugoj su strani snimljene neke stvari Johna Cleesea koje bi vas mogle zabaviti." Svidjelo im se što su čuli pa su pozvali Dickinsona u studio da snime "Draculu", prvu skladbu koju je Dickinson ikad snimio, sa skupinom "Shots", koju su osnovala dva brata, Phil i Doug Siviter. Pjesma će se kasnije pojaviti na drugom CD-u kompilacije The Best of Bruce Dickinson. Braća su bila impresionirana Dickinsonovim vokalnim vještinama i zamolila su ga da se pridruži njihovoj grupi.
Dickinson je sa Shotsom često svirao u kavanama pred malobrojnom publikom. Jedne je noći Dickinson iznenada stao usred pjesme i počeo razgovarati s čovjekom u publici, provocirajući ga zbog nedovoljne pažnje. Dobio je tako dobar odaziv da je to počeo činiti svake noći dok to nije postala regularna rutina kojom je privlačio pažnju publike. Dickinson je izjavio da ga je to iskustvo podučilo tome kako biti frontmen.
Idući korak u Dickinsonovoj karijeri dogodio se u kavani pod imenom Prince of Wales u Gravesendu, Kentu, gdje je Shots često svirao, kad su ju posjetili Barry Graham ("Thunderstick") i Paul Samson. Impresionirani njegovim ponašanjem na pozornici, razgovarali su s Dickinsonom nakon nastupa i zamolili ga da postane njihov novi pjevač. Dickinson se pristao pridružiti njihovoj skupini, Samsonu, ali tek kad završi ispite iz povijesti koji su mu tada bili za dva tjedna. Do tog je trenutka zapostavljao svoju sveučilišnu naobrazbu. Zbog toga ga je sveučilište pokušalo izbaciti zbog pada na ispitima na drugoj godini i neplaćanja naknade za smještaj, ali je ipak ostao na njemu zbog svoje uloge službenika za zabavu. Nakon što je u dva tjedna napisao dovoljno eseja za šest mjeseci i u posljednji trenutak počeo štrebati za ispite, Dickinson je stekao bakalaureat s dobrim uspjehom.
Dickinsonu je njegovo sveučilište 19. srpnja 2011. dodijelilo počasni glazbeni doktorat zbog njegovih doprinosa glazbenoj industriji.

## Samson: 1979.–1981.
Nakon što je upoznao Paula Samsona i Barryja Purkisa u Prince of Walesu i dok se još bavio svojim posljednjim ispitima na sveučilištu, Dickinson se pridružio Samsonu na pozornici u Bishop's Stortfordu kako bi otpjevao jednu njegovu pjesmu, "Rock Me Baby", čime je učvrstio svoju ulogu novog pjevača.
Nezavisna diskografska kuća već je bila objavila Samsonov album prvijenac, Survivors, 1979. godine, dva mjeseca prije Dickinsonova dolaska. Odmah nakon što je dovršio rad na sveučilištu, Dickinson se našao s grupom u studiju Wood Wharf u Greenwichu kako bi naučio pjevati skladbe s albuma Survivors. Iako skladbe nisu pristajale njegovom vokalnom stilu, sastav je ubrzo skladao velik dio naknadnog albuma Head On tijekom najranijih zajedničkih probi, a neke su pjesme iz tog materijala odmah počele biti izvođene tijekom koncerata.
Tijekom tih ranih probi nastao je nadimak "Bruce Bruce", preuzet iz skeča s Bruceovima Monty Pythona. Ime je ubrzo postalo vrlo naporno jer je menadžment skupine često iz šale pisao nevažeće čekove isplative "Bruceu Bruceu". Dickinson je kasnije komentirao da mu se nije sviđalo, ali ga je smatrao "nekom vrstom umjetničkog imena" i prihvatio ga.
Dickinsona je zaprepastilo otkrivenje da nisu svi rock izvođači "odlični umjetnici"; smatrao je da su neke, kao što su članovi Samsona, zanimale samo žene, droga i alkohol, s čime se nije mogao povezati. Iako je prije pušio džointe, Dickinson je otkrio da je bilo nemoguće komunicirati s ostalim članovima sastava ako je bio trijezan i odlučio da je to "cijena koju mora platiti".
Dok je predvodio skupinu, Dickinson je prvi put ugledao Iron Maiden, koji je podržavao Samson u Music Machineu 1980. godine. Dickinson je izjavio: "Gledao sam ga i bio je dobar, stvarno jebeno dobar. I u tom trenutku sam razmišljao 'Želim jebeno pjevati u toj grupi. Zapravo, pjevat ću u toj grupi! Znam da ću pjevati u toj grupi!' ... Mislio sam, 'Ovo sam stvarni ja. Ne Samson.'"
Dickinson je ostao u sastavu još jednu godinu i snimio s njime dva studijska albuma—Head On i Shock Tactics. Međutim, Samson je naišao na poteškoće sa svojom diskografskom kućom, Gem, koja je otišla u stečaj i nije uspjela financirati njegovu europsku turneju tijekom koje bi podržao Iron Maiden. Grupa je bila prepuštena kući RCA, koja ju je počela zanemarivati, te je stoga skupina otpustila svoj menadžment. Zbog toga je došlo do naloga koji je otkupio njezinu opremu i zbog kojeg sastav nije bio isplaćen za svoje koncerte. Njegov posljednji nastup bio je na festivalu Reading Festival nakon kojeg je Dickinsonu pristupio menadžer Iron Maidena, Rod Smallwood, i zatražio ga da pođe na audiciju kako bi postao njegov novi pjevač.

## Iron Maiden

### Počeci i uspjeh: 1981.–1985.
Dickinson je u rujnu 1981. godine otišao na audiciju za Iron Maiden u sobu za vježbe u Hackneyju i odmah otkrio da je skupina profesionalnija od Samsona. U sobama za vježbe sastav je odsvirao "Prowler", "Sanctuary", "Running Free" i "Remember Tomorrow" prije nego što je zamolio Dickinsona da ponovo otpjeva te iste pjesme u snimateljskom studiju te je odmah ušao u grupu.
Iron Maiden držao se stroge i organizirane rutine koja je pristajala skladateljskom stilu sastava, a Dickinson ju je opisao "silabom". Nakon nekoliko koncerata grupa je počela skladati materijal za svoj treći album, The Number of the Beast, objavljen 1982. godine. Budući da je Samson u to vrijeme imao probleme s ugovorom, Dickinsonu se nisu mogle zakonito pripisati zasluge ni na jednoj od pjesama na albumu te je, po njegovim riječima, morao "moralno pripomoći". Kasnije je otkrio da je kreativno pripomogao u pisanju pjesmama "The Prisoner", "Children of the Damned" i "Run to the Hills". Album je ostvario velik uspjeh, našao se na vrhu britanskih ljestvica i postigao platinastu nakladu u SAD-u i Ujedinjenom Kraljevstvu. Nakon njegove objave skupina je otišla na svjetsku promidžbenu turneju.
Na naknadnim je albumima, Piece of Mindu iz 1983. i Powerslaveu iz 1984., skladateljski monopol Stevea Harrisa uglavnom bio zamijenjen idejama drugih članova, a Dickinson je pridonio mnogim skladbama među kojima su i singlovi "Flight of Icarus" i "2 Minutes to Midnight". Tijekom turneje World Slavery Tour, kao dio novih teatralnih elemenata u nastupima skupine, Dickinson je nosio pernatu masku dok je izvodio skladbu "Powerslave". Bila je to najduža turneja sastava do danas te je usred nje Dickinson razmišljao o povratku kući zbog velikog broja nastupa. Menadžment Iron Maidena stalno je ugovarao nove nastupe sve dok Dickinson nije zatražio da prestanu, prijeteći da će u protivnom napustiti grupu.

### Rastuća napestost i odlazak: 1986.–1993.
Nakon šestomjesečnog odmora, koji je Dickinson uglavnom proveo vježbajući mačevanje, Iron Maiden počeo je skladati materijal za svoj sljedeći album, Somewhere in Time. Dickinsona je uradak razočarao jer je smatrao da je sastav trebao napraviti dramatičniju promjenu u glazbenom stilu kako bi ostao relevantan, usprkos tome što je uveo sintesajzersku gitaru i bas-gitaru. Nisu mu bile pripisane autorske zasluge na albumu jer je njegov materijal, utemeljen na njegovu prijedlogu da album bude više akustičan, ostatak skupine odbacio. Steve Harris s druge je strane izjavio da je njegov materijal bio odbačen jer nije bio dovoljno dobar te da se Dickinson "vjerojatno umorio više od bilo koga drugoga na kraju posljednje turneje".
Nakon naknadne turneje Iron Maiden počeo je raditi na svojem sljedećem studijskom uratku, Seventh Son of a Seventh Sonu, koji je sadržavao više elemenata progresivnog rocka od prethodnih albuma. Iako je postao njegov drugi uradak koji se našao na vrhu britanskih ljestvica, bio je i prvi Dickinsonov album sa skupinom koji nije postigao platinastu nakladu u SAD-u. Za razliku od Somewhere in Timea, Dickinson je bio više entuzijastičan oko ovog albuma zbog njegova koncepta te su mu pripisane autorske zasluge na nekolicini skladbi. Nakon sljedeće turneje 1988. godine grupa se odlučila odmoriti jednu godinu.
Adrian Smith napustio je Iron Maiden u vrijeme skladanja pjesama za idući album te ga je zamijenio Janick Gers. Osmi studijski album Iron Maidena, No Prayer for the Dying iz 1990. godine, sadržavao je grub zvuk koji, prema AllMusicovim riječima, nije bio "toliko dobar" u usporedbi s prethodnim uradcima jer je bio snimljen u staji Stevea Harrisa uz pomoć pokretnog studija Rolling Stonesa. Na albumu se našla Dickinsonova skladba "Bring Your Daughter... to the Slaughter", koju je izvorno skladao za film. Iako je 1989. godine dobila Zlatnu malinu za najgoru originalnu skladbu, postala je prvi i jedini singl skupine koji se našao na vrhu britanske ljestvice singlova. Do 1992. godine Harris je preuredio svoju staju u pravi studio te je novi album, Fear of the Dark, bio ondje snimljen. Njegov zvuk bio je bolji od onog No Prayer for the Dyinga, iako Dickinson i dalje tvrdi da je zvuk bio ograničen zbog veličine staje.
Nakon turneje Fear of the Dark Tour Dickinson je odlučio napustiti Iron Maiden kako bi se usredotočio na svoju samostalnu karijeru. U to je vrijeme sastav već rezervirao sljedeću turneju 1993. godine, u kojoj Dickinson nije uživao. Tijekom turneje Dickinsona su kolege iz skupine često kritizirale te je sam Steve Harris rekao "Doista sam ga želio ubiti." Prema Harrisovim je riječima Dickinson pjevao samo kad su novinari bili prisutni, a na ostalim je nastupima mrmljao tijekom pjesama. Dickinson je otada negirao optužbe da je namjerno loše pjevao te je izjavio da je tijekom nekih noći bilo nemoguće dobro pjevati zbog atmosfere. Njegov je posljednji koncert s grupom snimio BBC u studiju Pinewood Studios i objavio koncertni video Raising Hell.

### Povratak: 1999.–danas
Dickinson se 1999. godine ponovo pridružio Iron Maidenu s Adrianom Smithom nakon što mu je pristupio menadžer Rod Smallwood. O Dickinsonovu je povratku Smallwood također pričao sa Steveom Harrisom, koji se u početku ogradio od prijedloga, ali ga je prihatio nakon što je razmotrio ono što je znao o njegovim sposobnostima te da je u pitanju "vrag kojeg poznaje". Harris i Dickinson dogovorili su se da će se sastati u Smallwoodovom stanu u Brightonu u siječnju 1999. za prvi zajednički razgovor od 1993. godine. Iako su obojica bili nervozni zbog susreta, napetosti su odmah nestale kada su se vidjeli i složili su se da se Dickinson treba vratiti grupi.
Nakon odlaska na kraću turneju skupina je počela snimati Brave New World, svoj prvi studijski album s Dickinsonom od 1992. godine. Dickinson je navaljivao da pronađu zamjenu za umirovljenog Martina Bircha, uobičajenog producenta sastava, i da ne snimaju u studiju u kojem su snimili No Prayer for the Dying i Fear of the Dark, s čime se Harris složio. Album je bio snimljen u studiju Guillaume Tell Studios u Parizu s producentom Kevinom Shirleyjem, nakon čega je Iron Maiden otišao na popratnu turneju koja je završila koncertom na festivalu Rock in Rio pred publikom od 250.000 ljudi.
Godine 2003. snimio je i objavio Dance of Death u londonskom studiju SARM Studios s Kevinom Shirleyjem, sad novim stalnim producentom grupe. Nakon dvije nove turneje (Dance of Death World Tour i Eddie Rips Up the World Tour) Iron Maiden vratio se 2006. godine u SARM kako bi snimio sljedeći studijski album, A Matter of Life and Death, te je otišao na promidžbenu turneju. Skupina je tijekom 2008. i 2009. bila na turneji Somewhere Back in Time World Tour, koja je otada bila opisana "revolucionarnom" zbog korištenja Ed Force Onea, prilagođenog Boeinga 757 skupine, kojim je upravljao sam Dickinson te koji je doveo do dokumentarnog filma Iron Maiden: Flight 666, koji se u travnju 2009. prikazivao u ograničenom broju kina. Iron Maiden otišao je na još jednu svjetsku turneju 2010. i 2011. kako bi podržao The Final Frontier, svoj prvi album snimljen u studiju Compass Point Studios u Nassauu od albuma Somewhere in Time iz 1986. godine. Našao se na prvom mjestu ljestvica u 28 država.
Iron Maiden počeo je snimati svoj šesnaesti studijski album, The Book of Souls, u rujnu 2014. u studiju Guillaume Tell Studios u Parizu. Na nosaču zvuka, prvi put od albuma Powerslave, našle su se dvije pjesme čiji je jedini autor bio Dickinson, "If Eternity Should Fail" i "Empire of the Clouds", od kojih je prvu izvorno skladao za mogući samostalni album. "Empire of the Clouds" značajna je po tome što je najdulja skladba skupine jer traje više od 18 minuta te na njoj Dickinson prvi put svira klavir jer ju je tako izvorno skladao. Grupa je otišla na promidžbenu turneju za uradak 2016. godine te je tijekom nje Dickinson ponovo pilotirao privatnim zrakoplovom grupe, Ed Force Oneom (ovog puta džambo džetom Boeing 747-400).

#### Incident na Ozzfestu
Godine 2005. Iron Maiden bio je jedan od glavnih izvođača na američkoj festivalskoj turneji, Ozzfestu, s Black Sabbathom. Supruga pjevača Ozzyja Osbournea, Sharon, potaknula je prijatelje obitelji i članove drugih sastava da sabotiraju posljednji nastup Iron Maidena u Hyundai Pavilionu u San Bernardinu, Kaliforniji, koji se održao 20. kolovoza, napadom koji je Rod Smallwood opisao "odvratnim, opasnim, kriminalnim i kukavičkim", ali i nepoštenim prema obožavateljima koji su platili da bi vidjeli "potpuni nastup bez ikakvih smetnji". Osbourne je zatražila da se ometa razglas sastava, odgodila dolazak Eddieja, maskote grupe, i potaknula osobe koje su joj bile naklonjene da bacaju jaja, upaljače i čepove iz prvih redova publike. Prema Dickinsonovim je riječima došlo do napada zbog njegovih "omalovažavajućih komentara o reality emisijama, koje je ona primila k srcu", iako je The Guardian izvijestio da je kritizirao reality emisiju Osbourneovih i optužio Ozzyja Osbournea za korištenje blesimetra. Dickinson je otad negirao da je išta zamjerio Ozzyju Osbourneu i Black Sabbathu, ali je priznao da je tijekom turneje kritizirao Ozzfest zbog njegovog "korporativnog" rasporeda te je izjavio: "Većina skupina nalaze se na njemu jer su platile da budu ondje."
Nakon koncerta u San Bernardinu Osbourne je optužila Dickinsona da su neki njegovi komentari bili antiamerički, za što je Classic Rock izjavio da "nitko ne može dati čvrste dokaze". Kasnije je Osbourne izjavila da je mahanje zastavom tijekom skladbe "The Trooper" bilo nepristojno prema američkoj vojsci, koja se u to vrijeme borila uz Britance u Iraku, iako je Dickinson uvijek držao zastavu Unije tijekom skladbe jer je utemeljena na Bitci kod Balaklave koja se održala tijekom Krimskog rata. Mediji su izvijestili da je Steve Harris razgovarao ss Ozzyjem Osbourneom u San Bernardinu i ispričao se za Dickinsonove komentare, ali je to Harris negirao i izjavio da su njegove riječi bile "izvrnute".

## Samostalna karijera
Početkom 1989. diskografska kuća Zomba zamolila je Dickinsona da sklada pjesmu za film Strah u Ulici Brijestova 5: Dijete snova te mu je ponudila budžet, studio i producenta, Chrisa Tsangaridesa. Dickinson je iskoristio priliku i nazvao svojeg starog prijatelja, bivšeg Gillanovog gitarista, Janicka Gersa, i ubrzo nakon susreta osmislili su "Bring Your Daughter to the Slaughter", a onda ju i snimili u studiju uz pomoć basista Andyja Carra te bubnjara Fabia del Rija. "Napisao sam ju u tri minute", izjavio je Dickinson. "Ne znam odakle mi naziv 'Bring Your Daughter to the Slaughter' ('Dovedi kćer na klanje'), ali jednostavno mi je pao na pamet. Mislio sam 'Jebote, čisti AC/DC!' I pomislio sam, 'Strah u Ulici Brijestova. Da, to je prikladno.' Oduševljena rezultatima, Zomba je upitala Dickinsona želi li snimiti i cjelokupan album. Uz istu je postavu i producenta Dickinsonov samostalni prvijenac, Tattooed Millionaire, bio skladan i snimljen u dva tjedna te objavljen u svibnju 1990., nakon čega se održala popratna turneja.
Kasnije je te godine Dickinson sudjelovao u ponovnom snimanju skladbe "Smoke on the Water" Deep Purplea u sklopu humanitarnog projekta Rock Aid Armenia. Uz grupu Skin i Rowana Atkinsona (koji se služio likom Mr. Beana) snimio je obradu skladbe "Elected" Alicea Coopera; pjesmom se 1992. poslužila dobrotvorna udruga Comic Relief, a pet se godina kasnije našla na CD-u filmske glazbe za film Bean.
Za svoj je drugi samostalan uradak Dickinson počeo surađivati s američkim producentom, Keithom Olsenom, te je tijekom rada na albumu u Los Angelesu odlučio napustiti Iron Maiden. Nezadovoljan glazbenim smjerom u kojem je počeo ići s Olsenom, Dickinson je počeo surađivati s gitaristom grupe Tribe of Gypsies, Royem Z, i počeo ispočetka raditi na uratku. Balls to Picasso bio je snimljen s Tribe of Gypsiesom kao pratećom skupinom i bio je objavljen 1994. godine. Iste je godine Dickinson snimio obradu pjesme "Sabbath Bloody Sabbath" sa skupinom Godspeed za Black Sabbathov počasni album Nativity in Black. Tribe of Gypsies otišao je kako bi radio na vlastitom materijalu, a Dickinson je pronašao novi sastav, kao i svojeg novog skladateljskog partnera i gitarista, Alexa Dicksona. Dok je 1994. bio na turneji s navedenom skupinom, Dickinson je održao koncert u Sarajevu, koje je u to vrijeme bilo pod opsadom tijekom Rata u Bosni i Hercegovini; dokumentarni film utemeljen na koncertu, Scream for Me Sarajevo, bio je dovršen u prosincu 2015.
Nakon što je promidžbena turneja za Balls to Picasso završila, počeo je raditi na novom studijskom albumu, Skunkworksu. Dickinson je odlučio da će Skunkworks biti i ime sastava, ali diskografska kuća odbila je objaviti album bez njegova imena na naslovnici. Dickinson je unajmio producenta Jacka Endina, poznatog po tome što je bio producent na prvom albumu Nirvane. Entitet "Skunkworks" prestao je postojati na kraju turneje. "Ta me "Skunkworks" stvar potpuno uništila", izjavio je Dickinson. "Skunkworks je bio album u koji sam uložio krv, znoj i suze, a nikoga nije bilo briga."
Nakon kraće pauze u radu Dickinson je ponovo počeo surađivati s Royem Z i Tribe of Gypsiesom kako bi snimio svoj sljedeći album, Accident of Birth; "Zapravo me Roy vratio u neku vrstu skupine jer me nazvao i rekao je: 'Čuj, imam par stvari koje zvuče kao metal album.' Nisam bio oduševljen, nisam bio siguran mogu li ikako pridonijeti ... Onda mi je preko telefona odsvirao nekoliko pratećih dionica za ono što će postati Accident of Birth i pomislio sam: 'Ima tu nečega.'" Adrianu Smithu, bivšem gitaristu Iron Maidena, bilo je ponuđeno gostovanje na albumu, ali je postao punopravni Dickinsonovog sastava. Album je označio Dickinsonov povratak heavy metalu te je Sputnikmusic komentirao: "Žestoka atmosfera na albumu vrlo je zadovoljavajuća i zasigurno ispunjava prazninu koju je Maiden stvorio tijekom 1990-ih." Naknadni nosač zvuka, The Chemical Wedding, djelomično je bio konceptualan album o alkemiji, nadahnut tekstovima Williama Blakea; neke skladbe, poput "Book of Thel", nose isto ime kao i neke od Blakeovih pjesama, a na naslovnici albuma nalazi se jedna od njegovih slika. Uradak je bio uspješniji od svojeg prethodnika te je Sputnikmusic izjavio: "Bruce je nadmašio sva očekivanja i stvorio album koji bi je možda i bolji od prethodnoga." Tijekom popratne turneje za The Chemical Wedding nastao je koncertni album, Scream for Me Brazil, koji je bio snimljen u São Paulu. Nakon njegove objave Dickinson i Smith vratili su se Iron Maidenu u veljači 1999. godine.
Dickinson je 2000. godine pjevao na skladbi "Into the Black Hole" na Ayreonovom albumu Universal Migrator Part 2: Flight of the Migrator. Kasnije je te godine surađivao s frontmenom Judas Priesta, Robom Halfordom, te s njime snimio skladbu "The One You Love to Hate" za Halfordov prvijenac, Resurrection. Kompilacija The Best of Bruce Dickinson bila je objavljena krajem 2001. godine te su se na njoj pojavile dvije nove skladbe i bonus disk rijetkosti. Njegov najnoviji samostalni album, Tyranny of Souls, bio je objavljen u svibnju 2005. godine. Ovog su puta Roy Z i Dickinson podijelili skladateljske dužnosti te su mnoge pjesme nastale tako što je Z slao snimke rifova Dickinsonu dok je bio na turneji s Iron Maidenom. Dickinsonova je cjelokupna diskografija bila ponovno objavljena 21. lipnja 2005. uz dodatne CD-ove s rijetkim i remasteriranim skladbama. Iste je godine Dickinson pridonio skladbi "Beast in the Light" na Tribuzyjevom albumu Execution i njegovom naknadnom koncertnom uratku. Box set od 3 DVD-a, Anthology, bio je objavljen 19. lipnja 2006. te je sadržavao snimke koncerata i promotivne videozapise nastalih tijekom cijene njegove samostalne karijere, ali i stari Samsonov video "Biceps of Steel".
U prosincu 2017. Dickinson je rekao da će njegov sljedeći samostalni album "biti konceptualan" i da će njegov naziv biti If Eternity Should Fail, istog imena kao i pjesma s albuma The Book of Souls Iron Maidena, za koju je potvrdio da je izvorno bila skladana za njegov samostalni uradak: "Stoga ako snimim još jedan samostalan album, što mislim da hoću, mogao bih se držati svojeg izvornog plana i zadržati [tu pjesmu] kao naslovnu skladbu. Mislim, ipak sam ju napisao — bila je to prva skladba koju sam napisao za album. Stoga da, vjerojatno ću ipak uvrstiti tu skladbu. Ali… atmosfera će biti malo drugačija — ne puno drugačija — od one na Maidenovoj inačici."

## Privatni život
Dickinson se prvo oženio Jane 1983., a od nje se razveo 1987. godine. Sa svojom drugom suprugom, Paddy Bowden, ima troje djece: Austina (rođenog 1990.), Griffina (rođenog 1992.) i Kiu (rođenu 1994.). Svi troje bili su rođeni u Chiswicku, Londonu, gdje Dickinson živi od 1981. godine.
Austin Dickinson bio je pjevač u metalcore skupini Rise to Remain do njezina raspada 2015. godine, nakon čega je osnovao novu grupu, As Lions. Griffin Dickinson, koji je prethodno radio kao Iron Maidenov izrađivač objekata na pozornici tijekom njegovih turneja, pjevač je u melodic hardcore sastavu SHVPES (prethodno znanom kao Cytota). Dickinsonov rođak, Rob Dickinson, bio je pjevač u britanskoj alternativnoj rock skupini Catherine Wheel te je osnovao tvrtku Singer Vehicle Design, koja se bavi poboljšavanjem klasičnih automobila marke Porsche 911.
U intervjuu sa Sarah Montague za BBC-jev HARDtalk 2012. godine Dickinson se složio s Montagueinim opisom njega kao konzervativca i euroskeptika.
Godine 2015. Dickinson je sedam tjedana odlazio na kemoterapiju i radioterapiju zbog tumora koji se nalazio na stražnjem dijelu njegova jezika. Dickinsonovi su liječnici pretpostavili da će se potpuno oporaviti jer je tumor bio otkriven u ranoj fazi. Dickinsonu su 15. svibnja specijalisti rekli da je tumor nestao.
Godine 2019. Bruce Dickinson bio je imenovan počasnim građaninom Sarajeva zbog održanog koncerta tijekom opsade grada 1994. godine. Prema riječima gradonačelnika njegov je dolazak u Sarajevo dao nadu građanima te je "bio jedan od trenutaka kada su ljudi u Sarajevu shvatili da će preživjeti, da će grad Sarajevo preživjeti, da će Bosna i Hercegovina preživjeti". Dickinson je producirao dokumentarni film "Scream for Me Sarajevo", koji je bio utemeljen na događaju.

## Ostala zanimanja
Dickinsonovi interesi i neglazbene aktivnosti uključuju pisanje, vođenje radio-emisija, mačevanje (u kojem se natjecao na međunarodnoj razini, zauzevši 7. mjesto u Ujedinjenom Kraljevstvu, te je osnovao tvrtku za mačevalačku opremu pod imenom "Duellist"), proizvodnju piva i upravljanje zrakoplovom. Zbog široke lepeze Dickinsonovih projekata, Intelligent Life 2009. ga je godine nazvao živućim primjerom polihistora.

### Upravljanje zrakoplovoim i poduzetništvo
Dickinson je rekreativno naučio upravljati zrakoplovom tijekom 1990-ih u Floridi te ima dozvolu prometnog pilota. Kao kapetan upravljao je zrakoplovima marke Boeing 757 za tvrtku Astraeus, u kojoj je od 16. rujna 2010. radio i kao marketinški direktor. Jedna od ključnih uloga u toj poziciji bila je reklamiranje Astraeusovih usluga povećavanjem broja njegovih videozapisa, što je dovelo do toga da je britanska agencija za civilno zrakoplovstvo u lipnju 2011. objavila videozapis o sigurnosti utovarivanja tereta u zrakoplove te se u njemu pojavio Dickinson.
Nakon što je Astraeus 21. studenog 2011. prestao postojati Dickinson se počeo baviti poduzetništvom te je 1. svibnja 2012. osnovao Cardiff Aviation Ltd, tvrtku za održavanje letjerlica čije je sjedište u hangaru Twin Peaks u St Athanu, Vale of Glamorganu, Walesu. Prema The Wall Street Journalu Cardiff Aviation je do siječnja 2013. otvorio četrdeset radnih mjesta te se nadao da će do ljeta te godine u njemu raditi više od stotine ljudi. U lipnju 2013. The Daily Telegraph izvijestio je da je tvrtka zaposlila između 60 i 70 ljudi te da je u pregovorima za otvaranje vlastite aviokompanije. Cardiff Aviation u kolovozu 2015. potpisao je ugovor kojim se obvezao omogućiti aviokompanijsku podršku Air Djiboutiju, za koji je Dickinson iduće godine prvi put pilotirao Boeingom 737 od Cardiffa do Džibutija. Zbog svojih je poslovnih poduhvata mogao održati govore na raznim događajima širom svijeta, među kojima su program Innovation Showcase na Sveučilištu kraljice Marije u Londonu u studenom 2012. godine, Connect2Business u Stockholmu u ožujku 2013., Aviation Weekova europska konferencija u Londonu u listopadu 2015. i "Blog Now, Live Forever" u Mumbaiju u listopadu 2015. godine.
Njegova je pilotska uloga dovela do letova visokog profila, među kojima se ističu povratak grupe britanskih pilota RAF-a iz Afganistana 2008. godine, prijevoz 200 britanskih državljana iz Libanona tijekom Izraelsko-libanonskog rata 2006. godine te prijevoz 180 napuštenih turista iz Egipta nakon sloma tvrtke XL Airways UK u rujnu 2008. godine. K tome je poimence prevozio i momčadi Rangersa i Liverpoola na udaljene utakmice u Izraelu i Italiji 2007. i 2010. godine.
Tijekom turneje "Somewhere Back in Time World Tour", koja je trajala od 2008. do 2009. godine, pilotirao je unajmljenim Boeingom 757 Iron Maidena, nadimka "Ed Force One", koji je bio posebno prilagođen za prenošenje opreme sastava s kontinenta na kontinent te je doveo do dokumentarnog filma Iron Maiden: Flight 666. Dickinson je ponovno upravljao "Ed Force Oneom" tijekom turneje "The Final Frontier World Tour" 2011. godine. Za turneju The Book of Souls World Tour 2016. godine grupa se poslužila džambo džetom Boeing 747-400 te je, da bi mogao njime upravljati, Dickinson morao otići na trening za prilagodbu drugom tipu zrakoplova. Dickinson je 2014. godine kupio trokrilnu repliku Fokkera Dr.I G-CDXR i pridružio se Great War Display Teamu, koji prikazuje zračne bitke iz Prvog svjetskog rata na zrakoplovnim izložbama diljem Ujedinjenog Kraljevstva.

### Radio i televizija
Dickinson je od 2002. do 2010. godine vodio emisiju Bruce Dickinson's Friday Rock Show na BBC-jevoj radijskoj stanici 6 Music. U ožujku 2010. BBC je najavio da će, nakon više od osam godina, Dickinsonova emisija biti ukinuta. Posljednji prijenos emisije održao se 28. svibnja 2010. te se njezin uobičajeni format zamijenio osobnim i glazbenim odavanjem počasti tada nedavno preminulom Ronnieju Jamesu Diu. Dickinson se narugao BBC-jevim rukovoditeljima zbog ukidanja tako što je reproducirao inačicu skladbe "Take This Job and Shove It" Johnnyja Paychecka. Osim svoje emisije na 6 Musicu Dickinson je od 2003. do 2007. godine vodio i emisiju Masters of Rock na radiostanici BBC Radio 2. Dickinsonov katalog emisija na 6 Musicu 2014. godine otkupio je TeamRock radio, koji je u prosincu ponovno počeo reproducirati emisije.
Dickinson je 2005. godine bio voditelj petodijelne povijesne televizijske serije o zrakoplovstvu, Flying Heavy Metal, koju je prikazivao Discovery Channel, a kasnije i Discovery Turbo u Ujedinjenom Kraljevstvu. Bio je gost u epizodi The Greatest Evera Military Channela, u kojoj je upravljao ruskim tenkom T-34. Dickinson je 2006. godine bio voditelj u dokumentarnom filmu za Sky One pod imenom Inside Spontaneous Human Combustion with Bruce Dickinson, u kojem je istraživao navedeni fenomen koristivši se pomoći nekolicine eksperata i izvodivši razne pokuse kako bi zaključio što ga prouzročava. Pojavio se i kao gost na kvizovima poput Never Mind the Buzzcocksa i kratkotrajnog Space Cadetsa, kao i na talk showu Clarkson, čiji je voditelj bio Jeremy Clarkson. Dickinson se pojavio i u BBC-jevoj seriji The Paradise Club, u kojoj je glumio glazbenika Jakea Skinnera. Dana 27. srpnja 2012. Dickinson je, kao gostujuća zvijezda, bio sniman za epizodu četvrte sezone Ice Pilots NWT-a, u kojoj je upravljao Douglasom DC-3 i sudjelovao u ateriranju i ponovnom uzlijetanju Douglasa DC-4 s Buffalo Airwaysom.

### Pisanje
Tijekom turneje Iron Maidena između 1986. i 1987. godine te u vrijeme rastave Dickinson je počeo pisati svoju prvu knjigu. Nadahnut romanima Toma Sharpea, likom Bigglesa i časopisom Penthouse, stvorio je Avanture Lorda Iffyja Boatracea, knjigu koju je Kerrang! opisao kao "satiričan udarac na fetišizam među višim klasama" te čiji je naslovni junak "djelomični transvestit" i britanski zemljoposjednik.
Nakon što ju je napisao, Dickinson je pristupio izdavaču Sidgwick & Jackson koji ju je, prema Dickinsonovim riječima, pristao objaviti čak i prije nego što ju je pročitao zbog prodaje albuma Iron Maidena. Objavljen 1990. godine (ISBN 0-283-06043-3) roman je gotovo trenutačno bio prodan u više od 40.000 primjeraka. Zbog velike je potražnje Sidgwick & Jackson zamolio Dickinsona da napiše nastavak te je tako 1992. bio objavljen Misionarski položaj (ISBN 0-283-06092-1), satira o televanđelju. Nijedan daljnji nastavak nije bio objavljen, iako je Dickinson napisao prvih 60 stranica prednastavka koji je bio smješten u "školske dane Lorda Iffyja", ali ih je na koncu "pocijepao jer je mislio da su smeće i da nisu smiješne."
Dickinson se počeo baviti pisanjem scenarija te je s Julianom Doyleom jedan od autora filma Chemical Wedding. Film, u kojemu se Dickinson pojavljuje u nekoliko manjih cameo uloga te za koji je skladao i filmsku glazbu, bio je objavljen 2008. te se u glavnoj ulozi pojavio Simon Callow.
Dana 15. listopada 2015. HarperCollins i Dey Street objavili su da će objaviti Dickinsonove memoare. Čemu služi ovaj gumb? bio je objavljen 19. listopada 2017. godine.

### Pivo
Iron Maiden 2013. je godine surađivao s pivovarom Robinsons Brewery u Stockportu, Engleskoj, kako bi stvorio Trooper, pivo s 4.7% alkohola čiji je recept Dickinson sastavio s glavnim pivarom, Martynom Weeksom. Do svibnja 2014. godine pivo je bilo prodano u 2,5 milijuna primjeraka u 40 država, čineći ga Robinsnosovim najuspješnijim izvozom.
Nakon Trooperova je uspjeha Dickinson, obožavatelj tradicionalnog engleskog piva, izjavio da planira razviti još piva u budućnosti, ali da će novi uradci biti "pod imenom Troopera, a ne Iron Maidena [jer je] Trooper postao jako poznat. Ljudi ga piju jer vole to pivo, a ne zato što su obožavatelji Maidena." Među ostalim pivima bili su Trooper Red 'N' Black Porter (5.8% alkohola), Trooper Hallowed (6% alkohola) i ograničena inačica piva "666" (6.66% alkohola).

## Pjevački stil i nastupi na koncertima
Iako Dickinson nikad nije išao na formalnu poduku, njegov je raspon glasa i dalje velik te je poznat po svojem kvaziopernom tenoru. Dickinson je s Ronniejem Jamesom Diom i Robom Halfordom jedan od pionira opernog vokalnog stila koji su kasnije preuzeli power metal pjevači te se često pojavljuje blizu vrhova popisa najboljih rock pjevača/frontmena svih vremena. Dickinson je izjavio da su na njegov stil uglavnom utjecali Arthur Brown, Peter Hammill (Van der Graaf Generator), Ian Anderson (Jethro Tull) i Ian Gillan (Deep Purple).
Dickinsonovo se pjevanje značajno promijenilo tijekom 1990-ih u vrijeme snimanja albuma kao što su No Prayer for the Dying, Fear of the Dark i njegov prvi samostalni uradak, Tattooed Millionaire; tada je njegovo pjevanje bilo više hrapavo i neuglađeno, što je pristajalo njihovim ogoljenim stilovima. Od povratka Iron Maidenu 1999. godine vratio se pjevačkom stilu iz 1980-ih, iako se s godinama njegov glas produbio. Prema izvještaju iz Daily Mirrora Dickinsonov raspon glasa za četvrtinu je veći od četiri oktave. Njegov glas nadahnuo je nadimak "The Air Raid Siren" ("Sirena zračnog napada"), za koji je časopis Billboard izjavio da je nastao "zbog okrutne snage njegovog pjevanja", iako je Dickinson komentirao da je izvorno nastao zbog žalbe obožavatelja.
Osim po svojim vokalnim sposobnostima Dickinson je poznat i po svojim energičnim nastupima, koji ostaju dosljedni unatoč njegovoj dobi. Smatra da je sudjelovanje publike "srž Maidenova iskustva" i da je njegova uloga "smanjiti mjesto nastupa ... pretvoriti taj nogometni stadion u najmanji klub na svijetu". Kako bi to postigao, Dickinson stalno održava vizualni kontakt s članovima publike i potiče ih da se pridruže frazom "scream for me" ("vrištite za mene") (nakon čega dolazi naziv mjesta u kojem se održava nastup). Kritizira izvođače koji se ne povezuju sa svojim obožavateljima, a pogotovo one koji se "[skrivaju] iza pojačala" i služe blesimetrom jer "ljudi plaćaju puno novca, a oni se ne mogu sjetiti ni prokletih riječi".

## Diskografija
| Iron Maiden - The Number of the Beast (1982.) - Piece of Mind (1983.) - Powerslave (1984.) - Somewhere in Time (1986.) - Seventh Son of a Seventh Son (1988.) - No Prayer for the Dying (1990.) - Fear of the Dark (1992.) - Brave New World (2000.) - Dance of Death (2003.) - A Matter of Life and Death (2006.) - The Final Frontier (2010.) - The Book of Souls (2015.) - Senjutsu (2021.) | Bruce Dickinson - Tattooed Millionaire (1990.) - Balls to Picasso (1994.) - Skunkworks (1996.) - Accident of Birth (1997.) - The Chemical Wedding (1998.) - Tyranny of Souls (2005.) - The Mandrake Project (2024.) Samson - Survivors (1979.) - Head On (1980.) - Shock Tactics (1981.) - Live at Reading 1981 (1990) |